# Un été pour grandir
Un été pour grandir (Generation Gap) est un téléfilm dramatique américain réalisé par Bill L. Norton, diffusé le 25 octobre 2008 sur Hallmark Channel.

## Synopsis
À la suite des bagarres multiples pour lesquelles il est renvoyé de l'école, sa mère envoie son fils chez son grand-père pour l'été à Greenville. Ce dernier étant colonel durant la Seconde Guerre mondiale tente de corriger son petit-fils.

## Fiche technique
- Titre : Un été pour grandir
- Titre original : Generation Gap
- Réalisation : Bill L. Norton
- Scénario : Sean King et Ray Starmann
- Costumes : Heather Hershman
- Photographie : Dane Peterson
- Montage : Andrew Vona
- Musique : Roger Bellon
- Production : Kyle A. Clark, Stephen Niver et Larry Levinson (exécutif)
- Société de production : Larry Levinson Productions
- Sociétés de distribution : Hallmark Channel, RHI Entertainment (États-Unis)
- Pays d'origine : États-Unis
- Langue originale : anglais
- Format : couleur – 1.78 : 1 – stéréo
- Genre : drame
- Durée : 95 minutes
- Dates de diffusion :
  -  États-Unis : 25 octobre 2008
  -  France : 14 septembre 2009

## Distribution
- Edward Asner (VF : Richard Leblond) : Bart Cahill
- Rue McClanahan : Kay
- Alex Black (de) (VF : Paolo Domingo) : Dylan Statlan
- Catherine Mary Stewart : Veronica Statlan
- Zach Bradshaw : le député Lewis
- Jack Conley : Johnny
- John Heard : le principal Stewart
- Charlie McDermott : Corey Miller
- Ralph Waite (VF : Michel Paulin) : Chick
- Hal Williams (VF : Saïd Amadis) : Mac
- Marcello Palmieri : Tim
- Danielle Savre : Jenny

## Production
Le tournage a lieu à Los Olivos et Simi Valley dans lequel on peut apercevoir le lac Cachuma en Californie.